# Dongtai (meteoryt)
Dongtai (inna nazwa: Dangtai) – meteoryt kamienny należący do amfoterytów LL 6, spadły 1970 roku w chińskiej prowincji Jiangsu. Z miejsca spadku pozyskano 5,5 kg materii meteorytowej.